# Sídliště

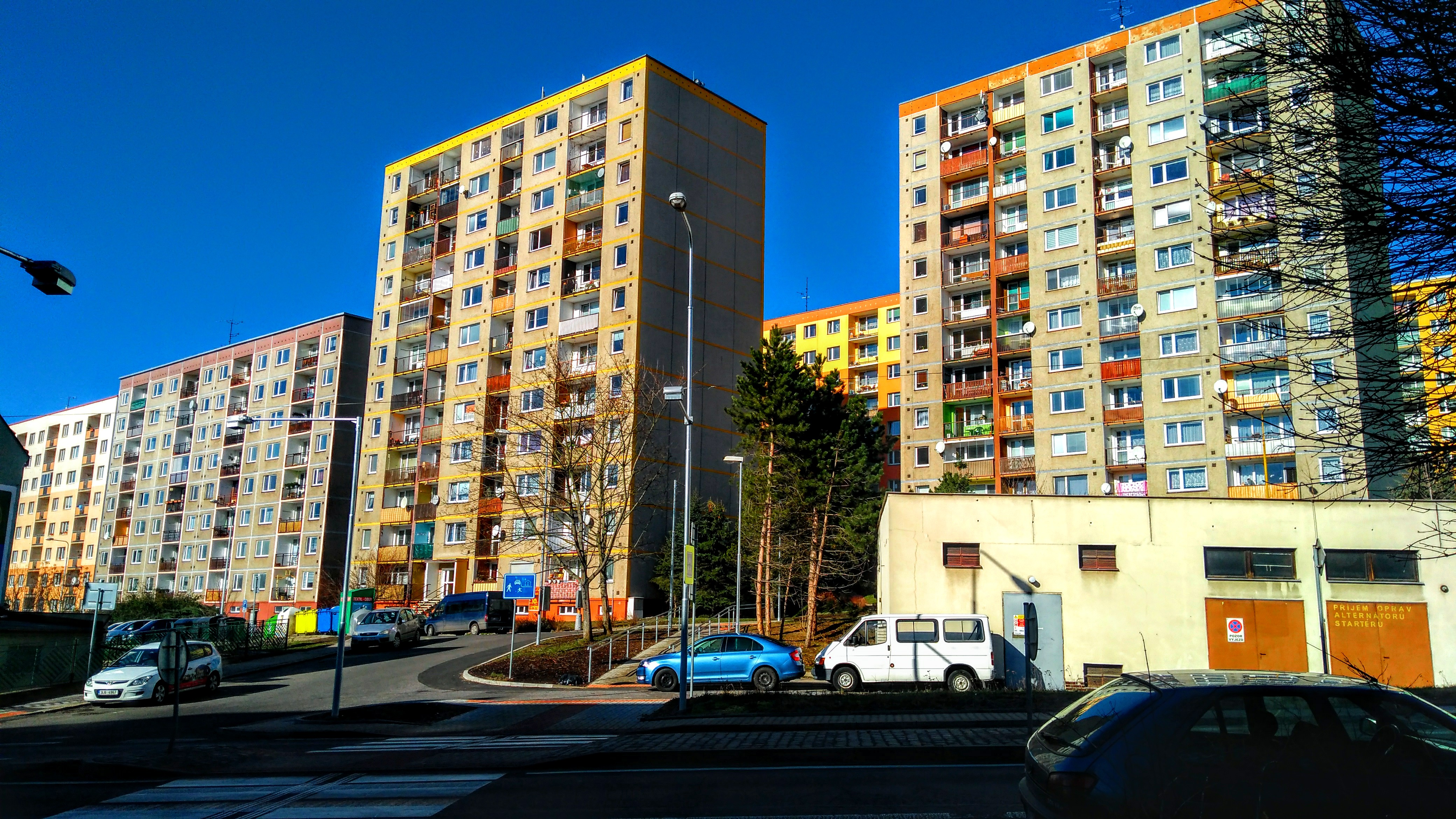
Děčín II, sídliště u ulice Kamenická

Sídliště je obecně název používaný pro místo dlouhodobě obývané lidmi. Sídliště se nazývají také nové části měst, často satelitní, které jsou primárně stavěny jako obytné zóny, pro rychle se rozrůstající městskou populaci, s vícepatrovými obytnými domy, např. panelovými domy, tzv. „paneláky“, obytnými panelovými věžovými domy (věžáky), malými až středně velkými obchody, školami a parky. Sídliště tohoto typu byla stavěna v 40. až 90. letech 20. století na okrajích velkých i malých měst. Sídliště byla vytvořena, aby poskytla lidem rychlé a levné bydlení.

## Sídliště a sídlištní komplexy v Česku
V Praze jsou kromě mnoha samostatných sídlišť i ucelené sídlištní komplexy, složené z několika sídlišť 
- Jižní Město – Chodov, Háje, Roztyly
- Jihozápadní Město – Stodůlky, Velká Ohrada, Lužiny, Zličín
- Severní Město – Ďáblice, Kobylisy, Prosek, Bohnice, Čimice
- samostatná pražská sídliště jsou např. Solidarita, Petřiny, sídliště Čimická, sídliště Modřany, sídliště Skalka, sídliště Krč nebo sídliště Košík.

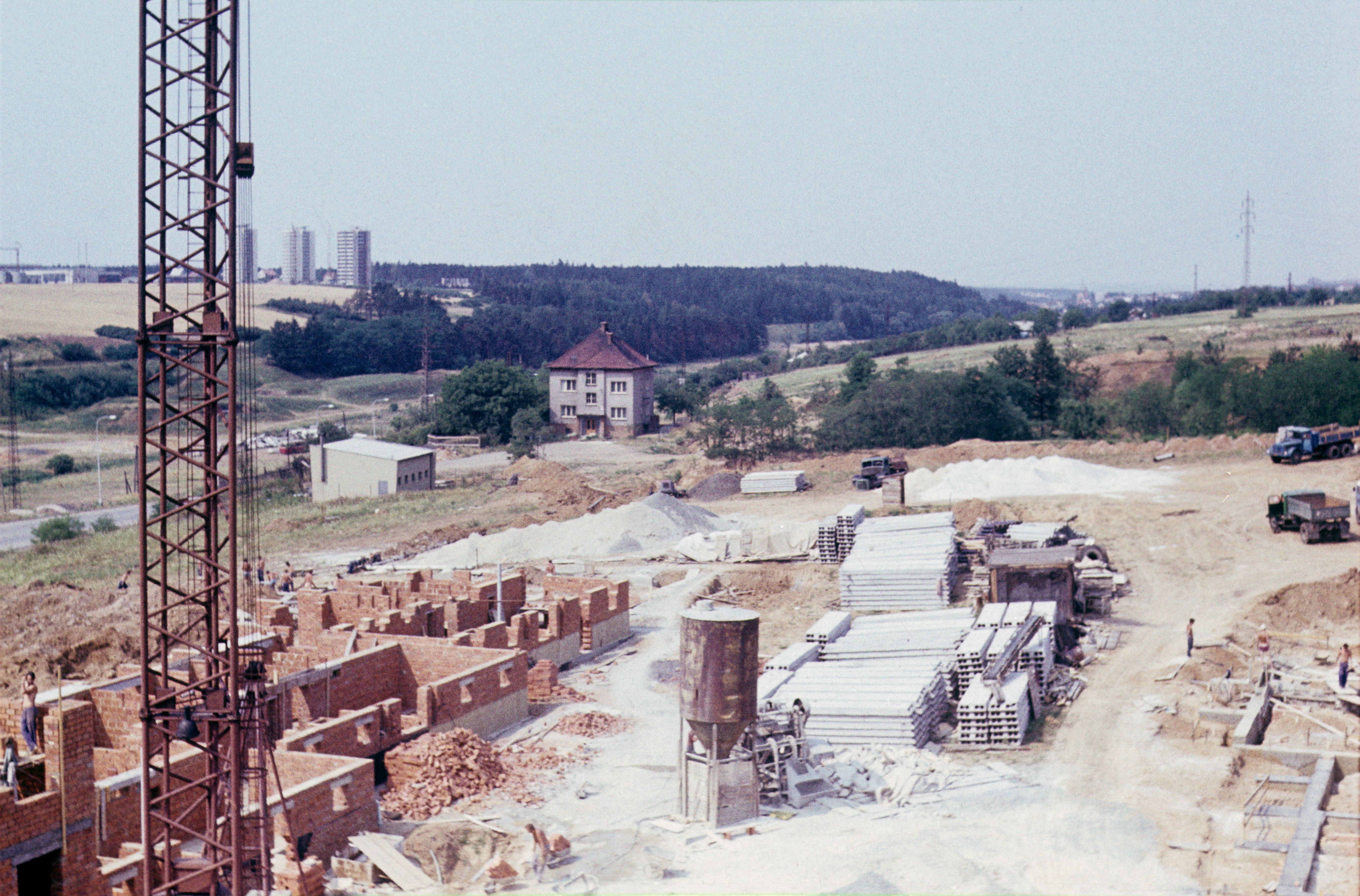
Výstavba sídliště Skvrňany v Plzni v roce 1978 - Waltrova ulice

Později, zejména v devadesátých létech a od začátku 21. století obdobná, byť ne panelová, sídliště staví velcí developeři zpravidla pod jinými názvy, např. „obytný soubor, rezidenční čtvrť“, případně bez takového označení. Konkrétními příklady jsou Obytný soubor Nový Prosek (Skanska Reality) nebo Prosek Park (Finep).
Zcela tvořena sídlištní zástavbou jsou města Most, Meziboří a Orlová. Nejtypičtějším příkladem této urbanistické koncepce je zřejmě Havířov.
V Brně jsou sídliště například v částech Lesná, Brno-Bystrc, Brno-Vinohrady a Brno-Líšeň.
V Plzni jde především o sídliště v severní části města – největším je Košutka, poté Bolevec, Skvrňany a Vinice.

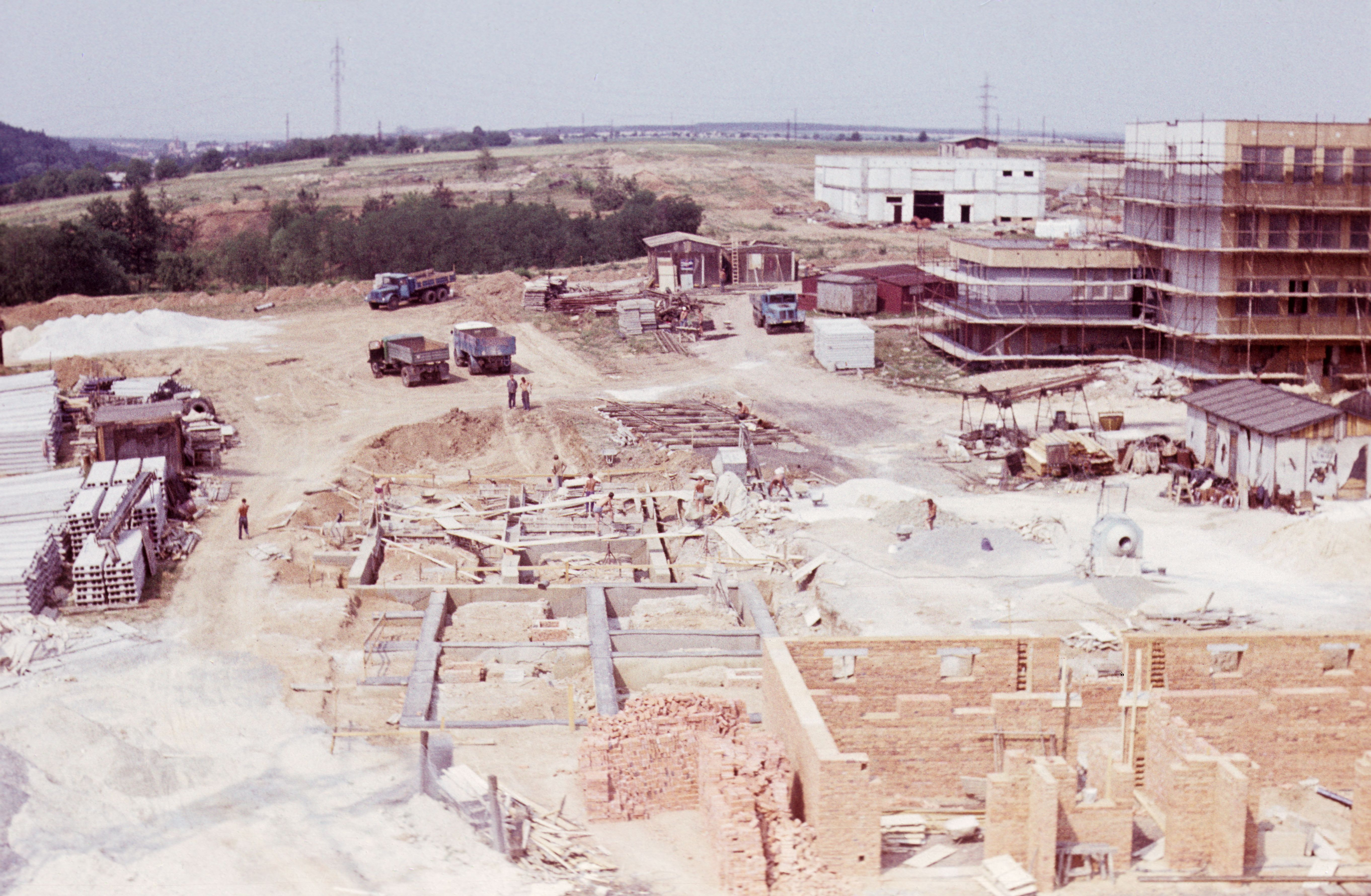
Výstavba sídliště Skvrňany v Plzni v roce 1978 - Poliklinika

V Hradci Králové je největším sídlištěm sídliště Moravské Předměstí. Ve městě se však nacházejí také další sídliště reprezentující různé vývojové etapy jejich výstavby (Labská kotlina I, Labská kotlina II, Slezské Předměstí).
V Liberci jsou velká sídliště hlavně Rochlice, Ruprechtice a Nové Pavlovice 
Mnoho sídlišť vzniklo v městech podkrušnohorské pánevní oblasti:
- Děčín - Bynov, Staré Město (Děčín), Nové Město (Děčín), Březiny (Děčín), Boletice nad Labem,
- Chomutov – Zahradní, Písečná či Březenecká
- Jirkov – Nové Ervěnice, Vinařice
- Litvínov – Janov či Hamr
- Most – de facto celé město, včetně centra (největší sídliště Podžatecká, Liščí vrch či Výsluní)
- Teplice – Trnovany, Šanov II, Prosetice, Řetenice, Nová Ves (nejnovější)
- Ústí nad Labem – Severní Terasa, Dobětice, Skřivánek, Neštěmice či Mojžíř

Pak také v Moravskoslezském kraji
- Studénka - Sídliště I, Sídliště II, Sídliště Butovická, Sídliště Nová Horka
- Nový Jičín - Sídliště Nerudova, Sídliště Bezručova
- Bílovec - Sídliště Radotín
- Jakubčovice nad Odrou - Sídliště Jakubčovice nad Odrou

- Odry - Sídliště míru, Sídliště pod Lesem

- Frenštát pod Radhoštěm - Sídliště Beskydské
- Frýdek-Místek - Sídliště Kolaříkovo, Sídliště Bezručovo, Sídliště Riviera, Sídliště Slezská
- Ostrava - Jubilejní kolonie, Sídliště Fifejdy, Dubina (Ostrava), Sídliště Ostrava - Zábřeh, Poruba, Výškovice, Bělský Les  (celá Ostrava-Jih)
- Havířov - Hornické Sídliště, Havířov-Podlesí, Havířov-Šumbark
- Orlová -  Hornické Sídliště
- Český Těšín - Sídliště Hrabinská, Svibice,
- Třinec - Sídliště Borek, Sídliště Terasa, Sídliště Lyžbice
- Dolní Benešov - Sídliště Osada míru
- Krnov - Sídliště pod Cvilínem
- Kopřivnice - Kopřivnice - Sever, Kopřivnice - Jih
- Karviná - Ráj, Hranice

## Stavba svépomocí na příkladu sídliště Skvrňany
V dnešních Zadních Skvrňanech v Plzni se stavěly jak celopanelové domy budované státními firmami, tak bytové cihlové domy stavěné svépomocí na podkladě závazného zastavovacího plánu. V případě Zadních Skvrňan se svépomocně stavěla varianta domů T02B upravená podle potřeb stavebního družstva. Na stavbě osmdesátibytového domu stavebního družstva Škodovák ve Waltrově ulici 2 - 18 v letech 1976-1978 bylo třeba odpracovat minimálně 120 hodin měsíčně, a to po dobu tří let. Až pak vznikl nárok na byt 3+1 o rozloze 80 m2. Mnozí to nezvládli a ze stavby odstoupili. Takový koníček totiž znamenal po běžné pracovní době (6:00-14:30) ještě cca další 4 hodiny na stavbě (16:30-20:30) a zcela plné víkendy (7:00-19:00). Aby vznikl nárok na vlastní byt, muselo se strávit na stavbě 3240 hodin. Čím více hodin se na stavbě odpracovalo, tím výše se stoupalo na žebříčku, který později rozhodoval o nároku na ten který byt. Nárok na garáž vznikl při odpracovaných 3600 hodinách. Stavbu řídil jediný stavbyvedoucí, který strávil na staveništi kontrolami cca 1 hodinu týdně. Vše tedy bylo v rukách amatérských zedníků, klempířů, jeřábníků, betonářů či elektrikářů. Stavebníci si dokonce museli vyhradit dovolenou, aby mohli pomáhat s výrobou stropních panelů v pražském Radotíně. 

## Zahraničí
Největším bratislavským a slovenským sídlištěm je Petržalka. Petržalka je také největší sídliště v střední Evropě.

## Galerie

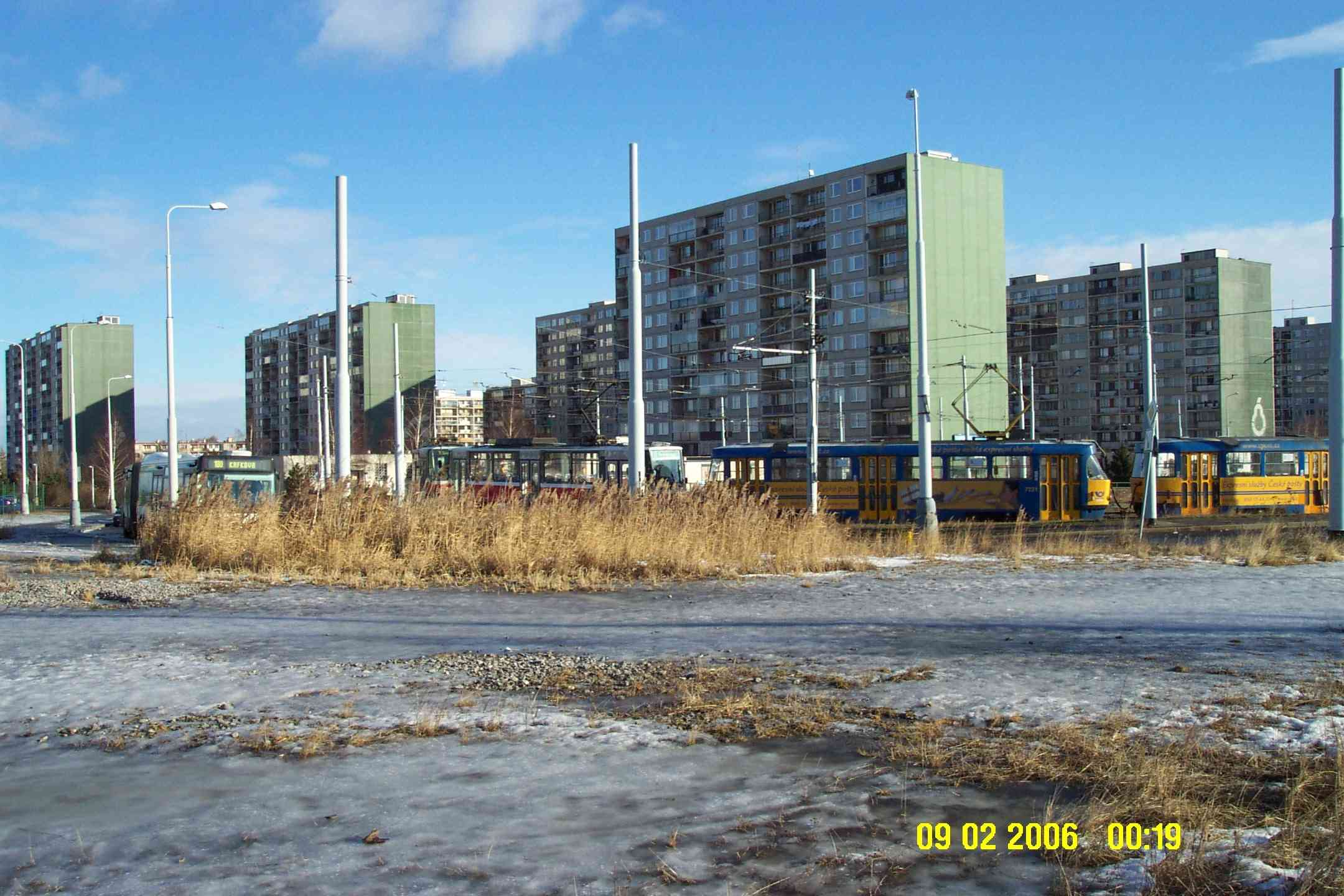
Panelové sídliště z 80. let 20. století, Řepy, v Praze.
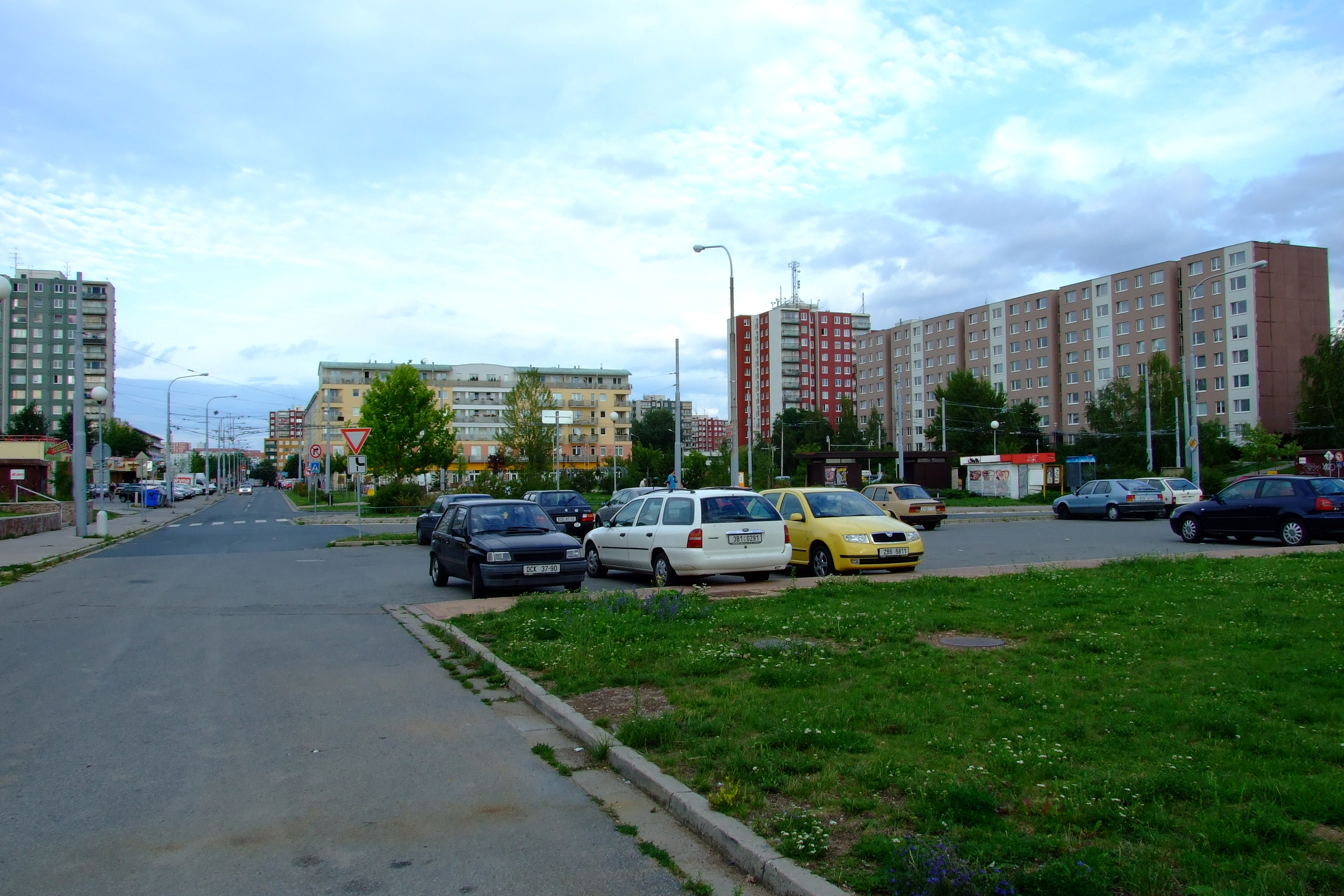
Brněnské sídliště Vinohrady z 80. let 20. století.
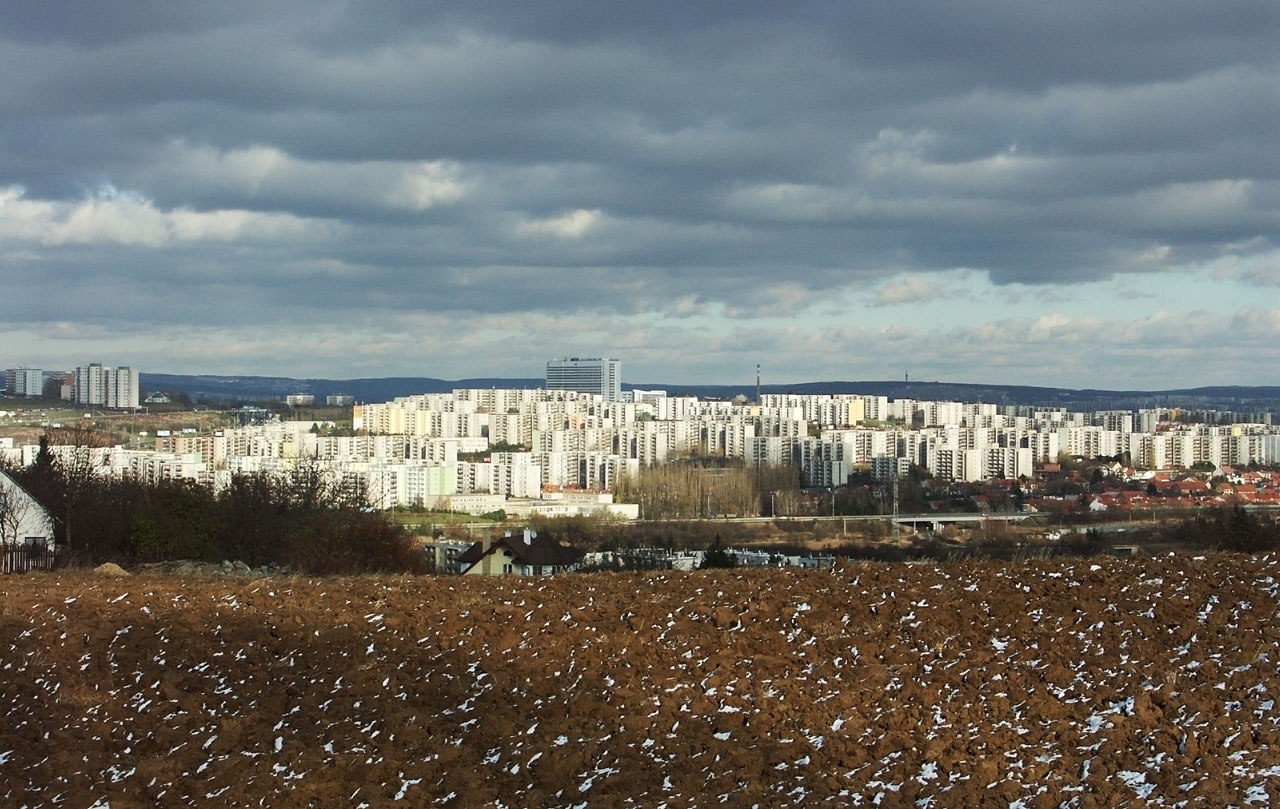
Panelové sídliště Bohunice z konce 70. let 20. století.
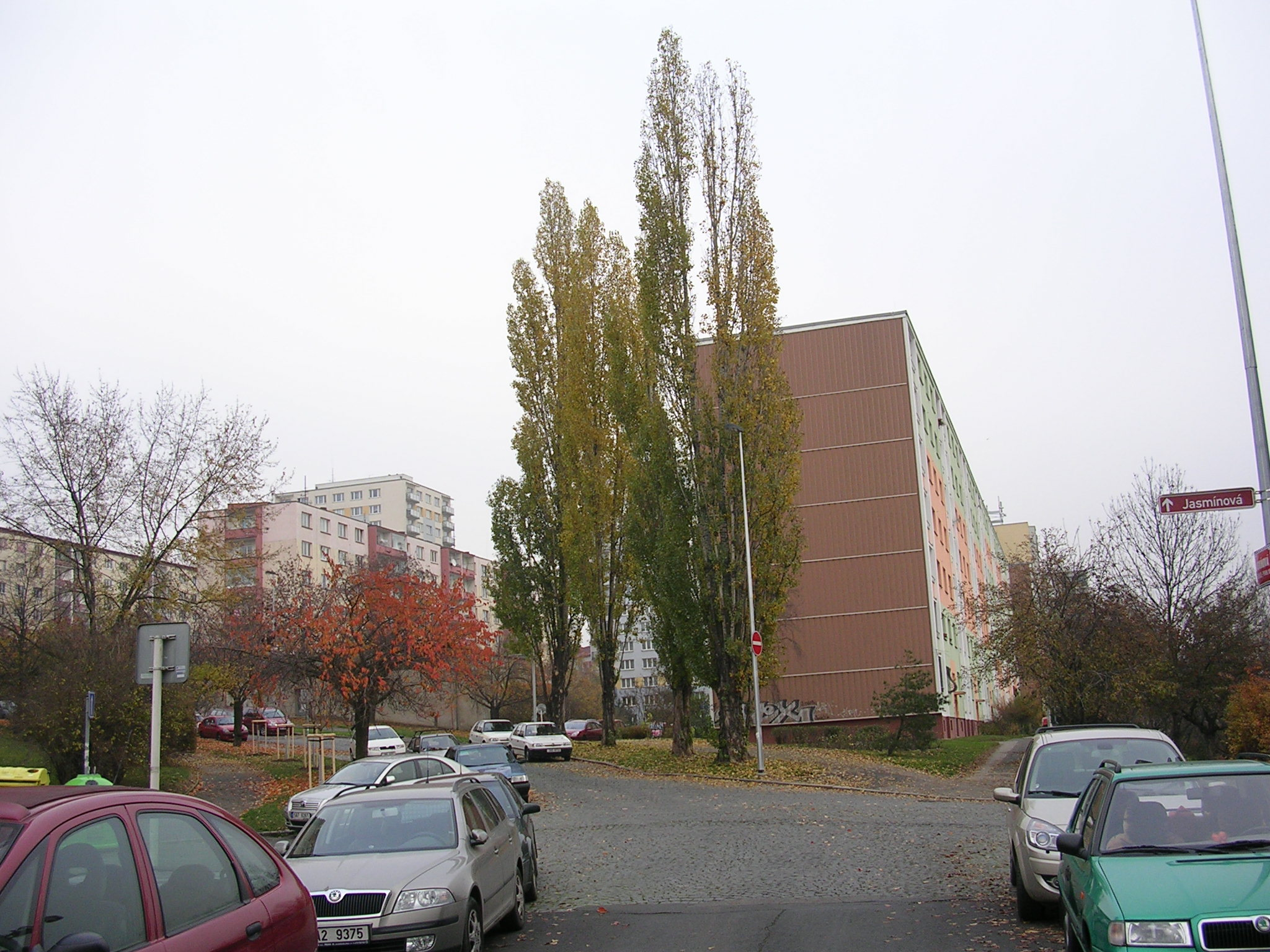
Pražské sídliště Zahradní Město, z 2. poloviny 60. let 20. století.
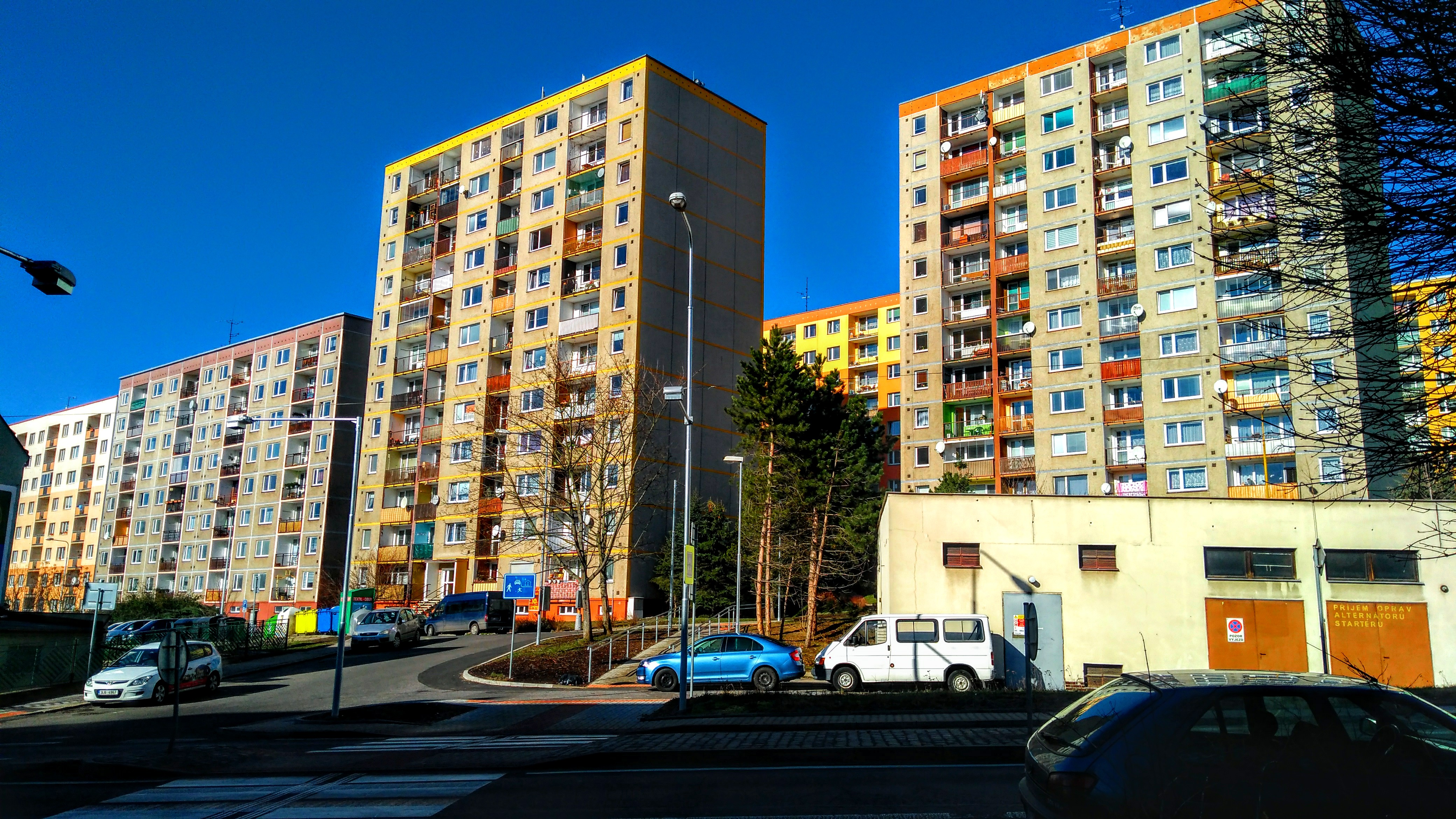
Sídliště v Děčíně.
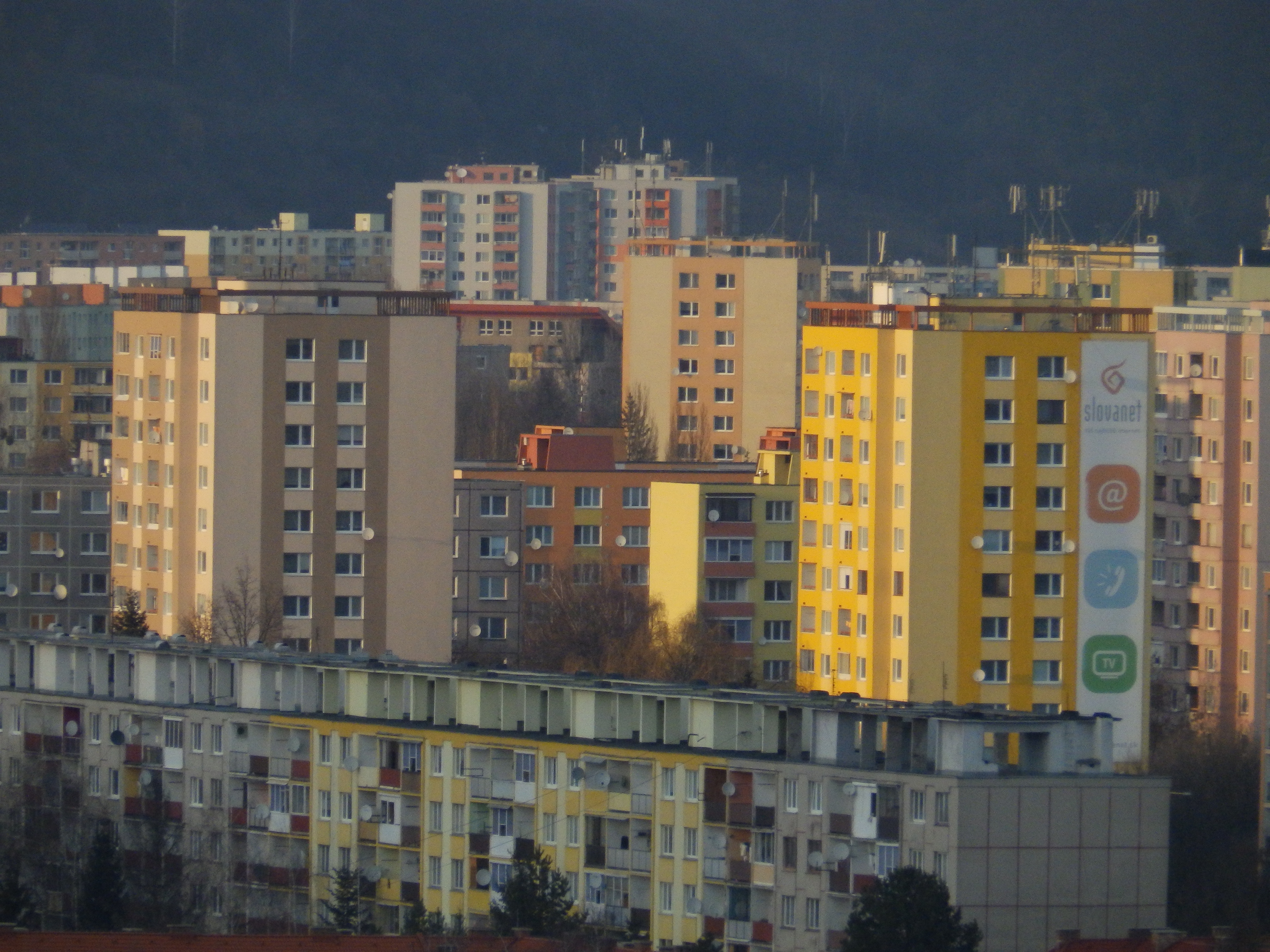
Sídliště "Sídlisko III" v Prešově na Slovensku.
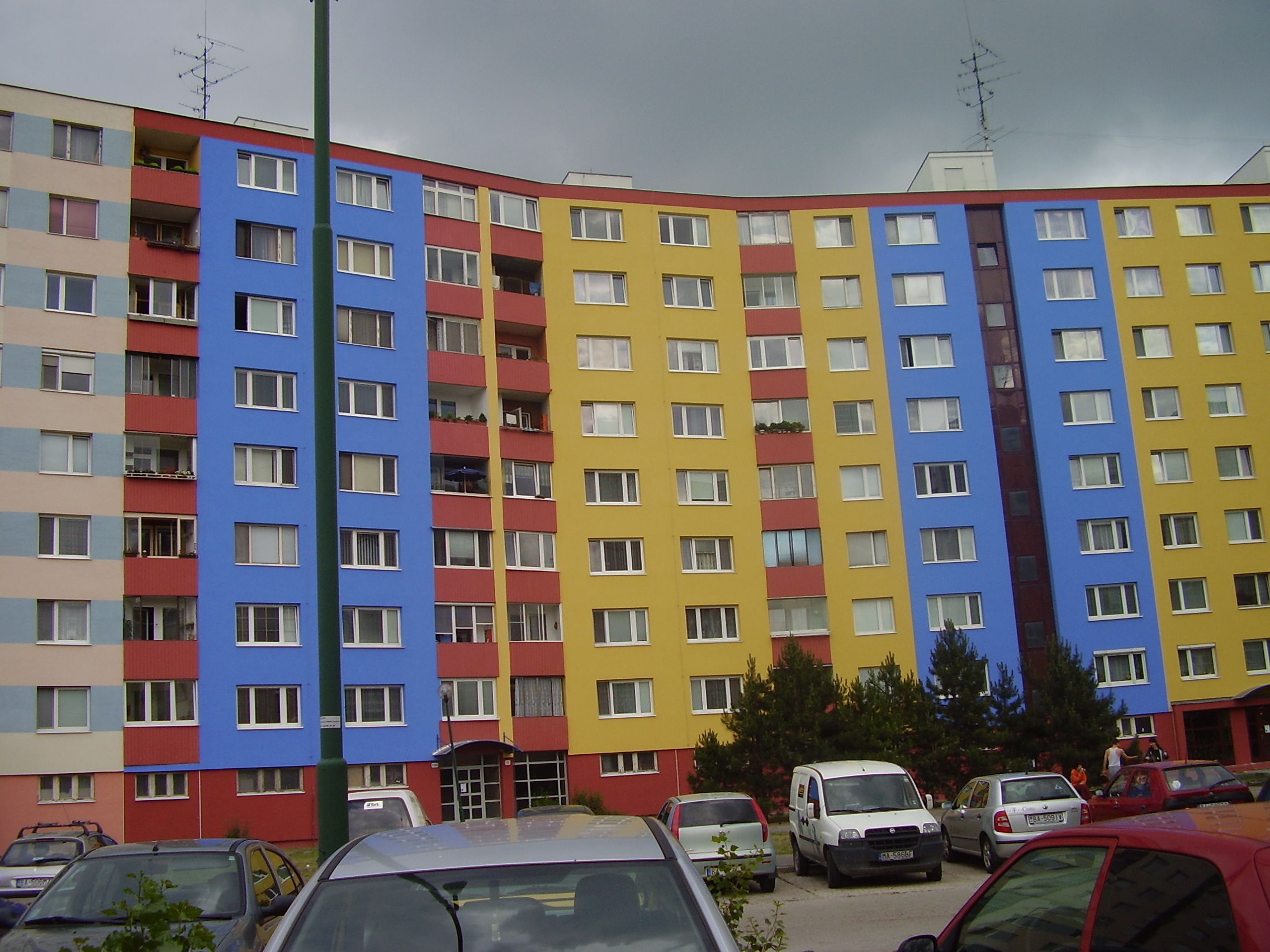
Opravená bratislavská Petržalka.